# Казале дела Мадона (Удине)
Казале дела Мадона је насеље у Италији у округу Удине, региону Фурланија-Јулијска крајина.
Према процени из 2011. у насељу је живело 671 становника. Насеље се налази на надморској висини од -3 м.